# Ellyes Skhiri
Ellyes Joris Skhiri (Lunel, 10 de maio de 1995) é um futebolista profissional francês, com ascendência tunisiana, que atua como volante. Atualmente joga no Eintracht Frankfurt.

## Carreira
Ellyes Skhiri começou a carreira no Montpellier. Em 2018 foi convocado pela Seleção Tunisiana para jogar a Copa do Mundo FIFA de 2018.